# Симон фон Финстинген-Бракенкопф
Симон фон Финстинген-Бракенкопф (на немски: Simon von Vinstingen-Brackenkopf; † 20 март 1477) е граф на Финстинген в регион Лотарингия, господар на Финстинген, Бракенкопф и Фалкенщайн.

## Произход
Той е син на граф Йохан III фон Финстинген († сл. 1443) и втората му съпруга Аделхайд фон Лихтенберг († сл. 1429), дъщеря на Йохан IV фон Лихтенберг 'Стари' († 1405) и графиня Лорета фон Цвайбрюкен-Бич († 1406), дъщеря на граф Симон I фон Цвайбрюкен-Бич († 1355) и Агнес фон Лихтенберг († пр. 1378). Брат е на Буркард III фон Финстинген-Бракенкопф († 9 август 1451), господар на Финстинген-Фалкенщайн, и на Агнес фон Финстинген-Бракенкопф († сл. 13 май 1440), омъжена 1419/1420 г. за граф Бернхард I фон Еберщайн (* 1381; † 7 февруари 1440).
Фамилията притежава господството Финстинген през 1439 г. чрез Ханс фон Финстинген. Последният потомък на фамилията, Йохан фон Финстинген, умира края на 15 век. Чрез дъщеря му част от господството отива на фамилията фон Залм. През 1665 г. господството отива на херцога на Лотарингия.

## Фамилия
Първи брак: на 20 юни 1429 г. с Анна фон Бранденбург († между 24 юли 1451 и 23 юли 1457), дъщеря на Годарт I фон Бранденбург, господар на Майзенбург, Бранденбург и Долендорф († 1457), и Катарина фон Долендорф, наследничка на Долендорф († 1454). Те имат една дъщеря:
- Маргарета фон Финстинген († 1512/3), наследничка на Фалкенщайн, Финстинген и Бранденбург, омъжена на 16 април 1461 г. за Андре д'Харокурт, господар на Бетинген, Бранденбург, Долендорф († пр. 24 декември 1500); имат дъщеря:
  - Анна д'Харокурт († пр. 1533), омъжена за граф Йохан VI фон Залм, барон на Вивие (1452 – 1505), син на граф Йохан V фон Залм († 1485) и Маргарета фон Зирк († 1520)

Втори брак: сл. 23 юли 1457 г. с Агнес фон Керпен, дъщеря на Йохан фон Керпен, господар на Майзембург († 1410) и Мехтилд фон Майзембург († сл. 1406). Бракът е бездетен.
Той има от друга връзка един незаконен син:
- Петер Бастард фон Финстинген-Бракенкопф († сл. 1449)